# Namchi
Namchi är en stad i den indiska delstaten Sikkim, och är huvudort för distriktet med samma namn. Folkmängden uppgick till 12 190 invånare vid folkräkningen 2011, vilket gör den till delstatens näst största stad.